# أغستاش رايتي
أغستاش رايتي (الاسم العلمي: Agastache wrightii) نوع نباتي يتبع جنس الأغستاش وينتمي إلى الفصيلة الأغستاش.